# Darstein

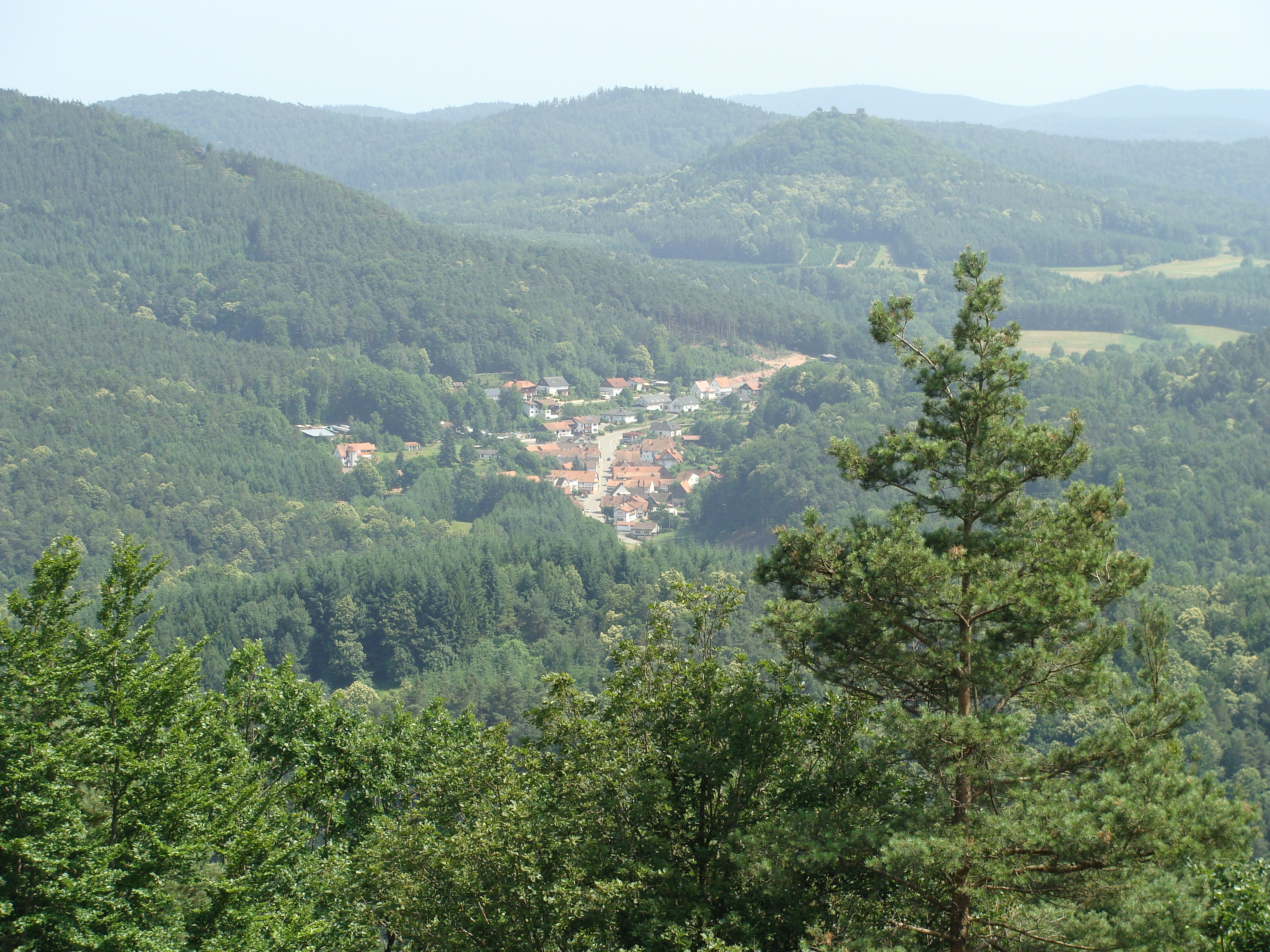
Darstein – Blick vom Hahnenstein

Darstein ist eine Ortsgemeinde im Landkreis Südwestpfalz in Rheinland-Pfalz. Sie gehört der Verbandsgemeinde Hauenstein an, innerhalb derer sie gemessen an der Einwohnerzahl die zweitkleinste Ortsgemeinde darstellt.

## Geographie
Die kleine Gemeinde befindet sich im Osten des Landkreises Südwestpfalz unmittelbar an der Grenze zum Landkreis Südliche Weinstraße. Sie liegt zwischen Pirmasens und Bad Bergzabern im Dahner Felsenland im Wasgau, wie der Südteil des Pfälzerwaldes auch genannt wird. 61,2 % der Gemarkungsfläche sind bewaldet. Nachbargemeinden sind – im Uhrzeigersinn – Schwanheim, Dimbach, Gossersweiler-Stein, Vorderweidenthal und Oberschlettenbach. Der Rimbach entspringt im Nordwesten der Gemarkung.

## Geschichte
Darstein gehörte zum Herrschaftsbereich der Burg Lindelbrunn der Leininger. Die Burgruine befindet sich oberhalb des Ortes.
Der Name des Ortes geht wahrscheinlich auf Heinricus dictus Darstein de Büdenkeim zurück, der 1309 erwähnt ist. 1386 nennen Quellen den Namen Daxstein, der vermutlich auf einem Schreibfehler beruht. Denn 1411 ist der Personenname Henne Darstein verzeichnet und 1428 als Ortsbezeichnung wieder Darstein. Bis Ende des 18. Jahrhunderts gehörte die Gemeinde dem Fürsten von Leiningen-Dürkheim.
Von 1798 bis 1814, als die Pfalz zunächst Teil der Französischen Republik (bis 1804) und anschließend Teil des Napoleonischen Kaiserreichs war, war Darrstein – so die damalige Schreibweise – in den Kanton Annweiler eingegliedert und unterstand der Mairie Oberschlettenbach. 1815 wurde der 97 Einwohner zählende Ort Österreich zugeschlagen. Bereits ein Jahr später wechselte die Gemeinde in das Königreich Bayern. Von 1818 bis 1862 war der Ort Bestandteil des Landkommissariats Bergzabern, das anschließend in ein Bezirksamt umgewandelt wurde.
1928 hatte Darstein 157 Einwohner, die in 38 Wohngebäuden lebten. Während sich das nahe katholische Hauenstein 1933 zu einer Bastion gegen den Nationalsozialismus entwickelte, votierten die evangelischen Darsteiner nach der Analyse von Theo Schwarzmüller als erste Gemeinde in Deutschland bei der Reichstagswahl 1930 geschlossen – mit sämtlichen 106 Wählern – für die NSDAP. Das Dorf wurde daraufhin zum NSDAP-Ehrenmitglied ernannt. Aus diesem Anlass erhielt der vormalige Postlandweg im Ortsteil Müggelheim des Berliner Bezirks Treptow-Köpenick am 13. Juni 1936 den Namen Darsteiner Weg.
1939 wurde der Ort in den Landkreis Bergzabern eingegliedert. Nach dem Zweiten Weltkrieg wurde Dimbach innerhalb der französischen Besatzungszone Teil des damals neu gebildeten Landes Rheinland-Pfalz. In der Folgezeit wurde die SPD zur dominierenden Partei in Darstein, jedoch erhielt noch bei der rheinland-pfälzischen Landtagswahl von 1967 die NPD fast die Hälfte der Stimmen im Ort. Im Zuge der ersten rheinland-pfälzischen Verwaltungsreform wechselte der Ort 1969 in den Landkreis Pirmasens (ab 1997 Landkreis Südwestpfalz). Drei Jahre später wurde er in die neu geschaffene Verbandsgemeinde Hauenstein eingegliedert.

## Religion
2012 waren 60 % der Einwohner evangelisch und 19 % katholisch. Die übrigen gehörten anderen Religionen an oder waren konfessionslos. Die Katholiken gehören zum Bistum Speyer, die Evangelischen zur Protestantischen Landeskirche Pfalz.

## Politik

### Gemeinderat
Der Gemeinderat in Darstein besteht aus sechs Ratsmitgliedern, die bei der Kommunalwahl am 9. Juni 2024 in einer Mehrheitswahl gewählt wurden, und der ehrenamtlichen Ortsbürgermeisterin als Vorsitzender.

### Bürgermeister
Silke Knurr wurde am 9. Juli 2024 Ortsbürgermeisterin von Darstein. Da bei der Direktwahl am 9. Juni 2024 kein Wahlvorschlag eingereicht wurde, oblag die Neuwahl des Bürgermeisters gemäß rheinland-pfälzischer Gemeindeordnung dem Rat, der sich auf seiner konstituierenden Sitzung für Silke Knurr entschied.
Ihr Vorgänger Armin Ladenberger hatte das Amt seit 2009 inne. Da auch bei der Direktwahl am 26. Mai 2019 kein Bewerber angetreten war, erfolgte die anstehende Wahl des Bürgermeisters durch den damaligen Rat. Dieser bestätigte Ladenberger am 24. Juni 2019 einstimmig für weitere fünf Jahre in seinem Amt.

### Wappen
| Wappen von Darstein | Blasonierung: „Von Blau und Silber schräglinks geteilt, oben rechts ein rotbewehrter silberner Adler, unten links ein von vier roten Kugeln bewinkeltes schwebendes, geradarmiges, angetatztes blaues Kreuz.“                                   |
| Wappen von Darstein | Wappenbegründung: Der Adler verweist auf die ehemalige Zugehörigkeit zu den Leiningern. Die untere Hälfte des Wappens zeigt das Siegel des Schultheiß Stoffel von Darstein von 1750. Es wurde 1984 von der Bezirksregierung Neustadt genehmigt. |

## Kultur
In Darstein befinden sich insgesamt zehn Objekte, die unter Denkmalschutz stehen. Zudem existierte vor Ort zeitweise eine Kirche namens St. Johann Baptist.

## Wirtschaft und Infrastruktur
Ein wesentlicher Wirtschaftszweig des Ortes ist der Tourismus.
Durch den Ort führt die L 490. Die nächstgelegene Autobahn ist die A 65 im Osten des Ortes. Der Ort ist über die Buslinie 525 des Verkehrsverbundes Rhein-Neckar an das Nahverkehrsnetz angebunden, die nach Bad Bergzabern und Annweiler am Trifels führt. Durch Darstein führt zudem ein Wanderweg, der mit einem roten Punkt markiert ist.